# Scenotecnica
La scenotecnica, ovvero "tecnica della scenografia", comprende la totalità delle discipline necessarie al pieno sviluppo dell'azione drammatica. È l'applicazione artistica e tecnica per la costruzione dei macchinari di qualsiasi sorta, da utilizzarsi nella realizzazione di uno spettacolo teatrale o la messa in scena di un film.

## Ambiti di attività
La scenotecnica comprende le arti della:
- Luministica e Illuminotecnica; studiare le luci per illuminare la scenografia e gli attori.
- Macchinistica; trovare le soluzioni per il montaggio, il meccanismo del movimento e saper costruire e manovrare i marchingegni di palcoscenico.
- Costumistica; ideare, disegnare e realizzare i costumi dei personaggi.
- Attrezzistica; predisporre l'arredamento e l'attrezzeria per la scena.
- Logistica; organizzare materialmente l'allestimento dello spettacolo.

Appartengono al settore della Scenotecnica anche i tecnici che in laboratorio realizzano praticamente le scenografie: falegnami, fabbri e scenografi realizzatori (detti a volte "pittori di scena").
La scenotecnica è un'arte subalterna e non fine a sé stessa: essa è asservita al gusto ed alle esigenze dello scenografo, il quale indica nel suo progetto l'effetto visivo destinato esprimere un suo pensiero artistico, dopodiché spetta ad un'altra maestranza il compito di creare un “qualcosa” in grado di restituire questa suggestione. Non è solo attraverso la progettazione e l'assemblaggio dei macchinari più vari, ottenuti combinando diverse piccole entità meccaniche a sé stanti (argani, verricelli, guide, carrucole, funi, catene, ingranaggi, rondelle, pesi, botole ecc.), che si concretizza il pensiero dello scenografo, ma tutto può essere utile e di tutto ciò che si ha sottomano bisogna saper far uso.
Come indicato da Bruno Mello nel suo trattato di scenotecnica contemporanea, tale maestranza ricopre parecchi ambiti.
Anche se fino a pochi decenni fa lo scenografo era la medesima persona che si occupava anche dell'ideazione dei macchinari necessari alla realizzazione delle proprie scenografie, oggi, lo scenotecnico è solo colui che si occupa della progettazione e dell'invenzione di tali strumenti. 
Per fare ciò necessità di un vasto bagaglio di conoscenze provenienti da diversi ambiti: ingegneristico, architettonico, storico, teatrale ed infine anche legale, poiché tutte le attrezzature progettate devono essere conformi alle norme di sicurezza stabilite in Italia dalla ex legge 626, ora legge 81/08).
Tali forme di sapere non sono sufficienti da sole a fornire la base per questo lavoro: a tutto va aggiunta una considerevole dose di immaginazione e fantasia, elemento fondamentale e non secondario poiché come tutto ciò che ha a che fare con l'invenzione e l'arte non può trascendere dalla dimensione dalla fantasia.